# Josh Turnley
Joshua „Josh“ R. Turnley (* 22. Dezember 1993 in Beaver, Pennsylvania) ist ein ehemaliger US-amerikanischer Fußballspieler auf der Position eines Mittelfeldspielers, der zumeist auf den Flügeln eingesetzt wurde.
Seit seinem Karriereende als Aktiver ist er als Angestellter im Finanzsektor tätig; seit August 2020 arbeitet er als Finanzberater beim internationalen Unternehmen Deloitte in Rosslyn, Arlington, Virginia.

## Karriere

### Stürmer an der Beaver Area High School
Josh Turnley wurde am 22. Dezember 1993 im Borough Beaver, rund 50 Kilometer nordwestlich von Pittsburgh, im US-Bundesstaat Pennsylvania geboren. Bereits in jungen Jahren begann er mit dem Fußballspielen und gehörte in seiner Jugend unter anderem dem 1984 ins Leben gerufenen Nachwuchsausbildungsverein Century United aus Pittsburgh an. Mit dem Klub gewann er im Jahr 2009 den Pennsylvania State Cup, die Staatsmeisterschaften seiner Altersklasse innerhalb des Bundesstaates Pennsylvania. Ebenso aktiver Fußballspieler war er für die Fußballmannschaft der  Beaver Bobcats, der Sportabteilung der Beaver Area High School, einer öffentlichen High School in seiner Heimatstadt. Für diese war davor auch sein Bruder Justin aktiv gewesen. Dieser spielte danach von 2007 bis 2010 für die Herrenfußballmannschaft an der Robert Morris University in Pittsburgh, ehe er in die Privatwirtschaft wechselte.
Während seiner High-School-Zeit galt Turnley als äußerst torgefährlicher Spieler. So hält er bis heute (Stand: 2020) mit 101 Treffern den Schulrekord für die meisten erzielten Tore in einer High-School-Laufbahn an der Beaver. Mit 43 Treffern, die er in seinem Junior-Jahr erzielte, hält er zudem den Schulrekord für die meisten erzielten Treffer in einer Saison. In seiner Karriere an der Beaver Area High School wurde der vierfache Letterman mit den verschiedensten Preisen ausgezeichnet und geehrt. So wurde er in seinem Senior-Jahr zum Most Valuable Player gewählt und schaffte es über seine gesamte High-School-Laufbahn hinweg drei Mal in die All-WPIAL-Auswahl, je zwei Mal in die All-State- und All-Region-Auswahl und war in einem Jahr sogar All-American. Des Weiteren wurde er einmal zum NSCAA Pennsylvania State Player of the Year gewählt und wurde zudem auch von der Pennsylvania State Coaches Association als bester Spieler des Jahres ausgezeichnet. Ebenso wurde er von der Pittsburgh Post Gazette und der Pittsburgh Tribune-Review als Spieler des Jahres ausgezeichnet. Neben seiner schulischen und seiner Fußballlaufbahn an der Beaver gehörte er auch der Schülervertretung an und war Mitglied des Skiklubs seiner Schule.
Durch seine Leistungen an der High School und bei Century United wurde Turnley zu einem der am meisten umworbenen Spieler seines Jahrganges im Nordosten der Vereinigten Staaten. So hatte er Angebote von verschiedenen Colleges vorliegen, wobei die University of Pittsburgh, die Villanova University, die Virginia Commonwealth University, die Duquesne University oder die Robert Morris University, an der einst sein Bruder gespielt hatte, zu seinen Favoriten zählten. Letztendlich erteilte Turnley im August 2011 der Georgetown University mit deren Universitätssportabteilung Georgetown Hoyas seine mündliche Zusage und wechselte im darauffolgenden Jahr, nachdem er die High School erfolgreich abgeschlossen hatte, an die Georgetown nach Washington, D.C.

### Verteidiger an der Georgetown University
Bei den Georgetown Hoyas, so der Name der Universitätssportabteilung, wurde er in weiterer Folge zu einem Defensivspieler umgeformt und brachte es in seinem Freshman-Jahr lediglich zu sechs Meisterschaftseinsätzen. Im darauffolgenden Sophomore-Jahr 2013 kam er unter Trainer Brian Wiese bereits als Stammkraft in der Defensive zum Einsatz und war bei all seinen 20 Ligaeinsätzen in diesem Jahr von Beginn an auf dem Spielfeld. Über die gesamte Saison hinweg blieb er torlos, konnte jedoch die Vorarbeit zu drei Treffern seiner Teamkollegen leisten. Am Ende der Saison wurde Turnley in die Big-East-All-Academic-Auswahl gewählt. In den Sommermonaten trainierte er beim Sommercamp des Fußballteams High-School-Schüler. Binnen kürzester Zeit hatte sich Turnley von einem erfolgreichen Stürmer zu einem ebenso erfolgreichen Verteidiger verwandelt, was er auch in seinem dritten Jahr an der Universität unter Beweis stellte. So stand er bei all seinen 23 Meisterschaftsauftritten in diesem Jahr in der Startformation und brachte die Hoyas zu insgesamt zehn Zu-Null-Siegen, der zweitbesten Wert in der Geschichte der Herrenfußballmannschaft der Georgetown. Auch in diesem Jahr blieb Turnley, der es ein weiteres Mal in die Big-East-All-Academic-Auswahl schaffte, torlos und steuerte lediglich zwei Torvorlagen bei. Des Weiteren wurde er zum Most Improved Player des Teams gewählt.
In seinem letzten Jahr an der Georgetown war der 1,80 m große Abwehrspieler ein weiteres Mal ein Stammspieler seines Teams und kam bei 18 Einsätzen, von denen er in allen von Beginn an am Rasen war, zu einem Assist. Mit der Mannschaft absolvierte er eine erfolgreiche Saison. Nach 2012, als die Mannschaft zum letzten Mal das Finale des Big East Conference Men’s Soccer Tournament erreicht hatte, schied die Mannschaft zwei Jahre in Folge in den Semifinals des Turniers aus. Erst 2015 schaffte das Team rund um Turnley erneut den Finaleinzug und konnte dort die Creighton Bluejays von der Creighton University durch ein Golden Goal im Finale mit 2:1 besiegen. Davor hatte er mit der Mannschaft bereits die Conference gewonnen. Am Ende wurde er aufgrund seiner Leistung ins All-Big-East-Conference-Second-Team gewählt. In seinem letzten Jahr führte er sein Team auch als Mannschaftskapitän an. Während der spielfreien Zeit an der Georgetown hatte sich Turnley 2015 bei D.C. United U-23, dem Amateurteam des MLS-Franchises D.C. United, mit Spielbetrieb in der viertklassigen USL Premier Development League fit gehalten und hatte es unter Trainer Amos Magee auf 13 für ihn persönlich torlose Ligaeinsätze gebracht. Die Meisterschaft beendete er mit dem Team, das im Jahr davor noch in der ebenfalls viertklassigen National Premier Soccer League gespielt hatte, auf dem fünften Platz in der Mid Atlantic Conference. Die Universität hatte er im Hauptstudiengang Finanzwesen abgeschlossen. 

### Kurze Profikarriere
Im Dezember 2015 wurde bekannt, dass Turnley an der MLS Player Combine im Jahr 2016 teilnehmen werde. Beim MLS SuperDraft 2016 wurde der Verteidiger daraufhin am 14. Januar 2016 als 42. Pick, als erster Pick in der dritten Runde, zum MLS-Franchise LA Galaxy gedraftet. Das Franchise hatte diesen Pick bereits rund zwei Jahre zuvor von Chicago Fire im Tausch für den Verteidiger Greg Cochrane erhalten. Nachdem ihm beim MLS-Franchise kein Vertrag in Aussicht gestellt worden war, unterschrieb Turnley im März 2016 einen Vertrag bei dessen zweiter Profimannschaft, LA Galaxy II, mit Spielbetrieb in der zweitklassigen USL Championship. Bereits in der ersten Partie des Spieljahres 2016, einem 2:0-Heimerfolg über Arizona United, stand Turnley in der Startformation des von Curt Onalfo trainierten Teams und kam somit am 26. März 2016 zu seinem Profidebüt. Danach absolvierte er für die Mannschaft 26 von 30 möglich gewesenen Ligaspielen, in denen er selbst torlos blieb und qualifizierte sich mit dem Team als Fünftplatzierter in der regulären Spielzeit für die Conference Play-offs. In diesen unterlag LA Galaxy II jedoch bereits in der ersten Runde den Swope Park Rangers mit 0:3 und schieden somit frühzeitig aus dem Wettbewerb aus.
Nachdem Bruce Arena zum Trainer der US-amerikanischen Nationalauswahl berufen worden war, übernahm Onalfo dessen vakant gewordene Position als Trainer des MLS-Franchises, woraufhin der bisherige Nachwuchstrainer Mike Muñoz das Traineramt bei LA Galaxy II übernahm. Unter Muñoz fand Turnley daraufhin kaum Berücksichtigung; nachdem der Linksverteidiger bis zu diesem Zeitpunkt lediglich eine einzige Halbzeit absolviert hatte, kam er ab der neunten Meisterschaftsrunde wieder vermehrt zu Einsätzen. Vor allem in einem Zeitraum von zwei Monate brachte es der Abwehrspieler zu regelmäßigen Einsätzen und führte die Mannschaft von der elften bis zur 14. Runde sogar als Mannschaftskapitän an, was Ende Juni 2017 sogar mit einer Einberufung in das MLS-Franchise belohnt wurde. Bei diesem kam er am 29. Juni bei einem 2:0-Sieg über Sacramento Republic im Achtelfinale des Lamar Hunt U.S. Open Cup 2017 über die vollen 90 Minuten als Linksverteidiger zum Einsatz. Wenige Tage später saß er daraufhin am 2. Juli bei einer 1:2-Auswärtsniederlage gegen die San José Earthquakes erstmals in einem MLS-Spiel auf der Ersatzbank, kam von dieser jedoch nicht zum Einsatz. Danach absolvierte er bis Anfang August 2017 noch einige weitere Ligaspiele, ehe ihn Muñoz gänzlich aus dem Kader strich und er in den letzten zwölf Partien lediglich zweimal uneingesetzt auf der Ersatzbank sitzen durfte und die restliche Zeit gar nicht zum Aufgebot gehörte. Insgesamt hatte er es auf lediglich elf Meisterschaftseinsätze gebracht. Dennoch wurde er für sein Engagement mannschaftsintern mit dem Humanitarian of the Year Award ausgezeichnet. Am Ende des Spieljahres 2017 rangierte die Mannschaft auf dem 13. Platz der Western Conference und hatte die meisten Gegentreffer der gesamten Liga erhalten.
Danach wurde Turnley von seinen Pflichten beim Franchise entbunden und bereits Anfang des Jahres 2018 vom Ligakonkurrenten Sacramento Republic bis zum Ende des Spieljahres 2018 unter Vertrag gestellt. Bis zu einem ersten Einsatz für die Mannschaft musste er allerdings bis zur zehnten Meisterschaftsrunde warten, als er es zu einem Kurzeinsatz brachte. Danach wurde er erst ab Runde 12 regelmäßig von Trainer Simon Elliott berücksichtigt, ehe seine Einsätze nach nur einem Monat wieder deutlich zurückgingen. So saß er oftmals ohne Einsatz auf der Bank oder gehörte erst gar nicht zum erweiterten Kader des kalifornischen Franchises. Erst gegen Ende des Spieljahres 2018 saß Turnley wieder regelmäßig auf der Ersatzbank und brachte es nur mehr zu ein paar Einsätzen, sodass er das Spieljahr mit insgesamt zehn von 30 möglich gewesenen Ligaauftritten beendete. Mit dem Franchise rangierte er im Endklassement, mit lediglich einem Punkt Rückstand auf den Orange County SC, auf dem zweiten Platz der Western Conference. Dadurch sicherte sich das Franchise einen Startplatz in den nachfolgenden Conference Play-offs, in denen das Team jedoch bereits früh nach einer 1:2-Niederlage gegen die Swope Park Rangers in der ersten Runde ausschied. Hinzu kamen für Turnley auch noch zwei Einsätze im Lamar Hunt U.S. Open Cup 2018, in dem seine Mannschaft im Achtelfinale gegen den Los Angeles FC nach einer knappen 2:3-Niederlage aus dem Wettbewerb ausschied. Ende November 2018 wurde Turnley vom Franchise entlassen, woraufhin dieser seine aktive Karriere als Fußballspieler im Alter von 24 Jahren beendete.

## Das Leben nach der Laufbahn als Profisportler
Nach seinem Karriereende als Aktiver kehrte Turnley wieder in seine Heimat zurück, wo er in New Brighton im Beaver County bei seinem Vater Mark C. Turnley, einem Certified Public Accountant, zu arbeiten begann. Dort war er bis Juni 2019 als Junior Accountant und Auditor tätig, ehe er als Investment Banking Analyst zu CG Petsky Prunier mit Hauptsitz in New York City wechselte. Bei diesem Unternehmen war er in weiterer Folge bis Juli 2020 aktiv und begann danach im August 2020 seine Arbeit als Finance Consultant beim internationalen Unternehmen Deloitte in Rosslyn, Arlington, Virginia.